# Carlo Petrini
Carlo Petrini Embaixador(a) da boa vontade da FAO é um jornalista italiano que fundou o movimento internacional Slow Food e foi uma das pessoas que encampou uma série de ações contra o fast-food, em especial contra o McDonald's quando este abriu uma lanchonete no centro histórico de Roma.
Também criou a Universidade de Ciência Gastronômica, com unidades instaladas no Palazzo Ducale di Colorno, em Colorno, na região de Parma, e no Castello di Pollenzo, em Pollenzo, no Piemonte. Publicou vários livros e fundou a Editora Slow Food.